# Ahlers
Ahlers ist ein deutscher Familienname.

## Namensträger
- Adolf Ahlers (1864–1943), deutscher Kaufmann und Konsul
- Anny Ahlers (1907–1933), deutsche Sängerin und Schauspielerin
- Ansgar Ahlers (* 1975), deutscher Regisseur, Drehbuchautor und Produzent
- August Ahlers (1913–1990), deutscher Maler und Bühnenbildner
- Bernhard Ahlers (1874–1955), deutscher Pädagoge und Heimatforscher
- Carl Ahlers († 1868), deutscher Industrieller, Autor und Wirtschaftsfunktionär
- Christian Ahlers (* 1974), deutscher Schauspieler
- Clarissa Ahlers (* 1965), deutsche Journalistin und Moderatorin
- Conrad Ahlers (1922–1980), deutscher Journalist und Politiker (SPD)
- Daniel Ahlers (* 1973), amerikanischer Politiker
- Dieter Ahlers (1921–2009), deutscher Rechtsanwalt
- Dirk Ahlers (* 1937), deutscher Unternehmer
- Elçin Kürşat-Ahlers (* 1949), deutsche Soziologin und Herausgeberin
- Emilio Ahlers (* 1942), uruguayischer Ruderer
- Erich Ahlers (1909–2004), deutscher Landschaftsarchitekt
- Ernst Ahlers (1850–1939), deutscher Geistlicher, Pädagoge und Autor
- Felix Ahlers (* 1966), deutscher Unternehmer
- Fritz Ahlers (Grafiker) (1890–1973), deutscher Maler und Grafiker
- Fritz Ahlers (Fußballspieler) (1914–1980), deutscher Fußballspieler
- Friedrich Ahlers-Hestermann (auch Fritz Ahlers-Hestermann; 1883–1973), deutscher Maler und Kunstschriftsteller
- Guenter Ahlers (* 1934), US-amerikanischer Physiker
- Heinrich Ahlers (1905–1980), deutscher Politiker (DP/GDP/SPD), MdBB
- Horst-Udo Ahlers (* 1939), deutscher Polizeibeamter und Gewerkschaftsfunktionär
- Ida Ahlers (1839–1901), Schauspielerin und Opernsängerin
- Jakob Ahlers (1876–1950), deutscher Konsul und Unternehmer
- Jan A. Ahlers (1934–2013), deutscher Unternehmer
- Jens Ahlers (* 1953), deutscher Historiker, Anglist und Bibliothekar
- Johann Friedrich Ahlers (um 1756–um 1815), deutscher Landbaumeister
- Johann-Heinrich Ahlers (* 1955), deutscher Politiker (CDU)
- Johann Peter Ahlers (1724–1793), deutscher Forstmeister
- José Ahlers (* 1941), uruguayischer Ruderer
- Klaus Ahlers (* 1935), deutscher Industriemanager
- Marie Ahlers (1898–1968), deutsche Politikerin (KPD, SED)
- Michael Ahlers, deutscher Musikpädagoge
- Olof Ahlers (1913–1996), deutscher Historiker und Archivar
- Oltmann Johann Dietrich Ahlers (1848–1910), deutscher Reedereimanager
- Reinhild Ahlers (* 1959), deutsche Theologin und Hochschullehrerin
- Ria Ahlers (* 1954), niederländische Leichtathletin
- Richard Ahlers (1884–1950), deutscher Rechtsanwalt, Politiker (BDV/CDU) und MDBB
- Rolf Ahlers (* 1940), deutscher Ingenieur und Schriftsteller
- Rudolf Ahlers (1889–1954), deutscher Autor
- Stella A. Ahlers (* 1965), deutsche Unternehmerin
- Susanne Ahlers (* 1959), deutsche politische Beamtin
- Tatiana Ahlers-Hestermann (1919–2000), deutsche Künstlerin
- Tommy Ahlers (* 1975), dänischer Unternehmer und Politiker
- Tonny Ahlers (1917–2000), niederländischer Kopfgeldjäger, Nationalsozialist, Informant und Verdächtiger des Verrates an der Familie Frank
- Wilhelm Ahlers (Bürgermeister) (1810–1889), deutscher Jurist, Politiker und Bürgermeister von Neubrandenburg
- Wilhelm Ahlers (Fußballspieler) (* 1913), deutscher Fußballspieler